# Branko Marinkovic

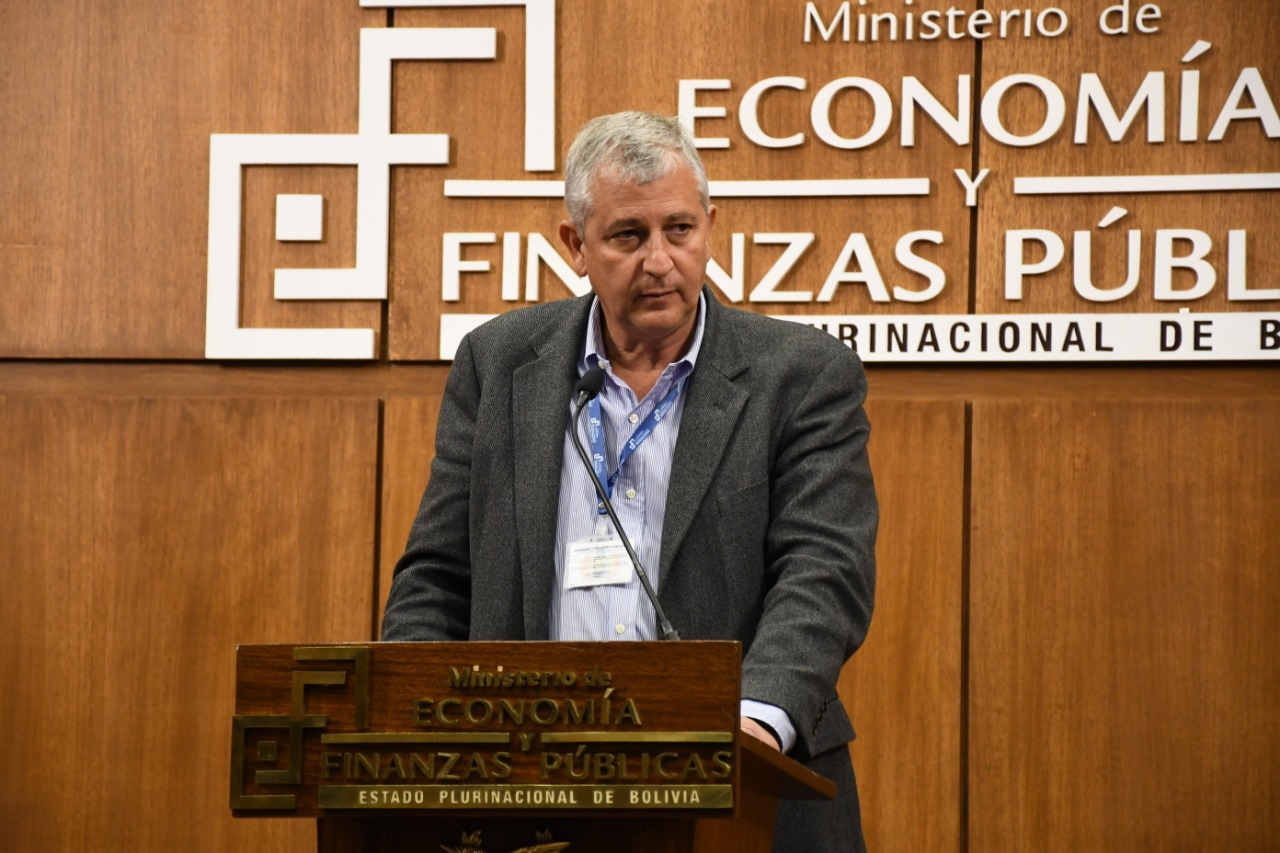
Branko Marinkovic (2020)

Branko Marinkovic Jovicevic (* 21. August 1967 in Santa Cruz de la Sierra) ist ein bolivianisch-kroatischer Politiker und Unternehmer. Er gehört zu den reichsten Männern Boliviens.

## Leben
Seine aus dem ehemaligen Jugoslawien stammenden Eltern – der Vater wurde in Kroatien und die Mutter in Montenegro geboren – wanderten 1954 nach Bolivien aus. Er ist verheiratet mit Nicole de Marinkovic, mit der er drei Söhne hat. Er besitzt sowohl die bolivianische als auch die kroatische Staatsbürgerschaft.
Er studierte Ingenieurs- und Wirtschaftswissenschaften in den USA an der Universität in Texas. Seit dem Jahr 2000 ist er Direktor der Speiseölindustrien und seit dem Jahr 2004 Präsident des Verbandes privater Unternehmer und Vizepräsident der Wirtschaftsbank. Von 2007 bis 2009 war er Präsident des „Comité pro Santa Cruz“. Er war bis zu seiner Flucht aus Bolivien das Oberhaupt der Jugendunion von Santa Cruz, einer militanten, rechtsextremistischen Organisation, die als quasi-autonomer, paramilitärischer Arm des „Comité pro Santa Cruz“ fungiert. Er galt als einflussreichster und gefährlichster Gegner der Regierung des damaligen Staatspräsidenten Evo Morales und trat zusammen mit dem Präfekten Rubén Costas für die Autonomie des Departamentos Santa Cruz ein.
Marinkovic ist Sprecher der Stiftung Freiheit und Demokratie (Fundación Libertad y Democracia (FULIDE)), die dem von der Friedrich-Naumann-Stiftung gegründeten Liberalen Netzwerk Lateinamerika (Red Liberal de América Latina (RELIAL)) angehört.
Sein Firmenkonglomerat setzt sich aus weiträumigem Landeigentum, Rinderzucht- und Speiseölunternehmen sowie Bankbeteiligungen sowohl in Bolivien als auch in Kroatien zusammen.
Marinkovic gibt an, dass sein Vater Silvio Marinkovic im Zweiten Weltkrieg als Partisan in Titos Volksbefreiungsarmee gegen die deutsche Besatzungsmacht gekämpft habe. Nach der Auswanderung nach Bolivien hätten sich seine Eltern dort mit Fleiß und Tatkraft eine neue Existenz aufgebaut. Nach Angaben der Regierung von Evo Morales unterhielt Marinkovics Vater Beziehungen zu kroatischen Faschisten der Ustascha-Bewegung, die zusammen mit ihren nationalsozialistischen Schutzherren nach Südamerika flohen. Regierungsbeamte beschuldigten Branko Marinkovic, das Vermögen seiner Familie gründe sich u. a. auch auf illegaler Inbesitznahme von Land, das man dem Volk der Guarayo geraubt hätte, was er in einem Strafverfahren vor Gericht bestritt.
Im Dezember 2009 beschlagnahmten die Behörden eine 12.500 Hektar große Ranch des Politikers unter dem Vorwurf, das Grundstück durch Betrug erworben zu haben.
Im Juni 2010 stellte ein bolivianisches Gericht Haftbefehl gegen Marinkovic aus, da er nicht zu einer Befragung im Zusammenhang mit Ermittlungen wegen Terrorismus erschienen war. Marinkovic war der Anführer einer Schlägertruppe, die als militanter Arm des Komitees Gewaltakte in Armenvierteln und gegen Bauern verübte. Ermittler warfen ihm vor, den Einsatz ausländischer Söldner in Bolivien finanziert zu haben, bei denen laut Polizeiangaben neben automatischen Waffen und Granaten ausführliche Pläne und Organigramme gefunden wurden, die Präsident Morales, Vizepräsident Álvaro García Linera, mehrere Minister und Kardinal Julio als Attentatsziele benennen.
Marinkovic floh daraufhin zunächst in die USA, wo er Asyl erhielt, und zog dann nach Brasilien.
Während des Präsidentschaftswahl in Bolivien 2019 unterstützte Marinkovic von Brasilien aus Morales’ Sturz, den sein Nachfolger an der Spitze des „Comité pro Santa Cruz“, Luis Fernando Camacho organisierte. Marinkovic kündigte an, bei einem Regierungswechsel nach Bolivien zurückkehren zu wollen.
Kurz nach dem Putsch kehrte Marinkovic wieder nach Bolivien zurück, in der rechten Interimsregierung wurde er zum Wirtschafts- und Finanzminister ernannt – nur drei Wochen vor den Präsidentschafts- und Parlamentswahlen. Die Interimspräsidentin Jeanine Áñez wechselte ihn ein, nachdem es um die Rückprivatisierung des zehn Jahre zuvor teilverstaatlichten Energieversorgungsunternehmens ELFEC (Empresa de Luz y Fuerza Eléctrica Cochabamba) Differenzen gab. So wurde kurz vor der Wahl am 18. Oktober 2020 gegen den Widerstand aus den eigenen Reihen die Privatisierung im Eiltempo durchgesetzt.